# Guido Giunta
Guido Giunta (fl. XX secolo) è stato un nuotatore italiano.

## Carriera
Specializzato nello stile libero, Ha partecipato nel 1934 ai campionati europei, vincendo una medaglia di bronzo nella staffetta 4 x 200 m stile libero con Massimo Costa, Paolo Costoli e Giacomo Signori.

## Palmarès
| Campionati europei       | 4 x 200 m st. libero |
| 1934 Magdeburgo Germania | Bronzo: 9'44"1 :     |

### Campionati italiani
1 titolo in staffetta:
- 1 nella staffetta 4 x 200 m stile libero

nd = non disputata
| Anno | Edizione | st.libero 400 m | st.libero 4x200 m | mista 3x100 m |
| ---- | -------- | --------------- | ----------------- | ------------- |
| 1933 | Estivi   | 3               | 2                 | 2             |
| 1940 | Estivi   | -               | 1                 | -             |
| 1942 | Estivi   | -               | 2                 | nd            |